# عایشه‌آباد
عایشه‌آباد ، روستایی در دهستان دولاب بخش حرا شهرستان قشم در استان هرمزگان ایران است.

## پیشینه نام
با اینکه در این روستا از مدت‌ها پیش ساکنانی از دیگر روستاها و مناطق جزیره قشم وجود داشت، دلیل نام این روستا را می‌توان به حدود ۷۰ سال پیش نسبت داد که در آن زمان زنی با نام عایشه بخشی از مردم روستای اطراف را به این روستا سوق داد و بعد از آن در این منطقه شروع به سکنی کردند.

## جمعیت
بر پایه سرشماری عمومی نفوس و مسکن در سال ۱۳۹۵، جمعیت این روستا برابر با ۱۱۴ نفر (۳۳ خانوار) بوده‌است.